# Polski Kontyngent Wojskowy w Grecji
Polski Kontyngent Wojskowy w składzie Sił Sojuszniczych Organizacji Traktatu Północnoatlantyckiego w Republice Greckiej (PKW Grecja) – wydzielony komponent Sił Zbrojnych RP, przeznaczony do ochrony chemicznej Letnich Igrzysk Olimpijskich w Atenach w 2004 roku.

## Historia
W marcu 2004 rząd Grecji, w związku z zagrożeniem terrorystycznym, wystosował prośbę do NATO w sprawie pomocy w zabezpieczeniu odbywających się w dniach 13-29 sierpnia 2004 letnich igrzysk olimpijskich w Atenach oraz letnich igrzysk paraolimpijskich w dniach 13-29 sierpnia. W odpowiedzi Organizacja Traktatu Północnoatlantyckiego rozpoczęła operację Distinguished Games. W operacji wzięły udział trzy zasadnicze elementy: 10 samolotów wczesnego ostrzegania (AWACS), 47 okrętów patrolujących strefę przybrzeżną (w tym 12 z państw sojuszniczych) oraz Wielonarodowy Batalion Obrony przed Bronią Masowego Rażenia Sił Odpowiedzi (SON), stacjonujący w mieście Chalkida i liczący ok. 200 żołnierzy z Belgii, Czech, Hiszpanii, Polski, Węgier i Włoch.
Do wsparcia operacji skierowany został Polski Kontyngent Wojskowy, liczący 52 żołnierzy z 5 batalionu chemicznego i 10 Brygady Logistycznej pod dowództwem ppłk. Andrzeja Żmudy, wspartych specjalistycznym sprzętem. Trzon kontyngentu stanowił pluton likwidacji skażeń z 5 batalionu chemicznego, pełniący dyżur w ramach 3. zestawu Sił Odpowiedzi NATO. Jego głównym zadaniem było wsparcie Greków i innych sojuszników w wykrywaniu broni chemicznej oraz zwalczaniu skutków jej ewentualnego użycia.

## Struktura organizacyjna
- Dowództwo i sztab PKW - ppłk Andrzej Żmuda
  - pluton likwidacji skażeń (5 Batalion Chemiczny)
  - pluton logistyczny (10 Brygada Logistyczna)